# Пикъуей (окръг, Охайо)
Окръг Пикъуей (на английски: Pickaway County) е окръг в щата Охайо, Съединени американски щати. Площта му е 1313 km², а населението - 52 727 души (2000). Административен център е град Съркълвил.